# Високе (Малопольське воєводство)
Високе (пол. Wysokie) — село в Польщі, у гміні Ліманова Лімановського повіту Малопольського воєводства.
Населення — 668 осіб (2011).
У 1975-1998 роках село належало до Новосондецького воєводства.

## Демографія
Демографічна структура станом на 31 березня 2011 року:
|          | Загалом | Допрацездатний вік | Працездатний вік | Постпрацездатний вік |
| -------- | ------- | ------------------ | ---------------- | -------------------- |
| Чоловіки | 339     | 100                | 216              | 23                   |
| Жінки    | 329     | 106                | 168              | 55                   |
| Разом    | 668     | 206                | 384              | 78                   |